# Азаров, Виктор Яковлевич
Ви́ктор Я́ковлевич Аза́ров (18 апреля 1921 — 28 ноября 2015) — советский хозяйственный, государственный и политический деятель.

## Биография
Родился в 1921 году в селе Косяково. Член КПСС.
Участник Великой Отечественной войны. С 1948 года — на хозяйственной, общественной и политической работе. В 1948—1996 гг. — директор Виноградовской средней школы Московской области, первый секретарь Виноградовского райкома КПСС, директор Советско-партийной школы в Нахабино, первый секретарь Рузского райкома КПСС, первый секретарь Волоколамского горкома КПСС, начальник управления культуры, начальник Главного управления культуры Московской области, руководитель Московского областного совета ветеранов войны, труда, Вооруженных сил и правоохранительных органов.
Избирался народным депутатом СССР от Всесоюзной организации ветеранов войны и труда.
Жил в Москве.